# فرانكلين ألسويرث
فرانكلين ألسويرث (بالإنجليزية: Franklin Ellsworth)‏ هو محامي وسياسي أمريكي، ولد في 10 يوليو 1879 في الولايات المتحدة، وتوفي في 23 ديسمبر 1942 في نفس البلد. حزبياً، نشط في الحزب الجمهوري. وقد انتخب عضو مجلس النواب الأمريكي.